# Rajd Polski 1947

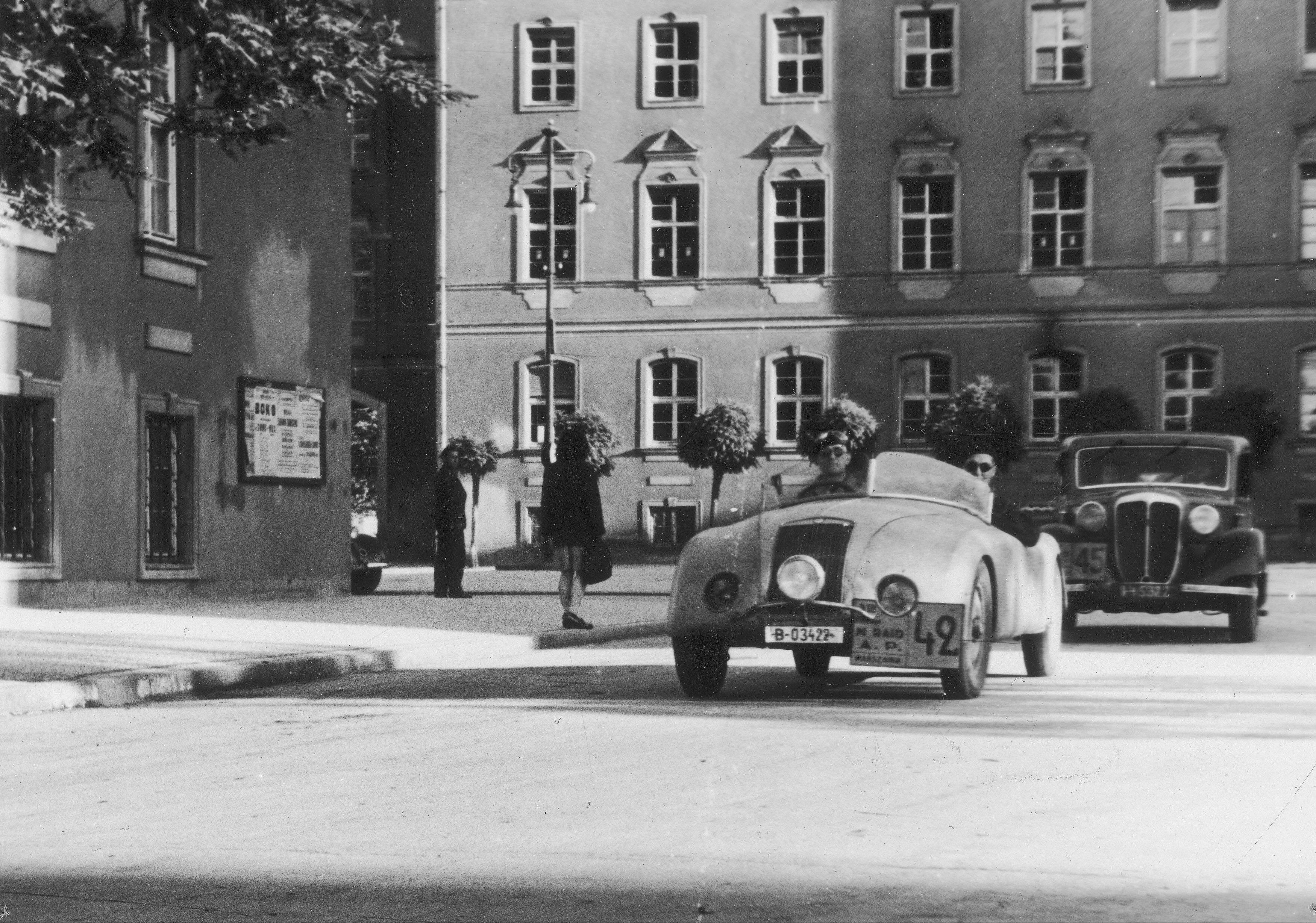
Rajd Polski 1947 – Lancia Aprilia Super Sport Mariana Wierzby w Szczecinie

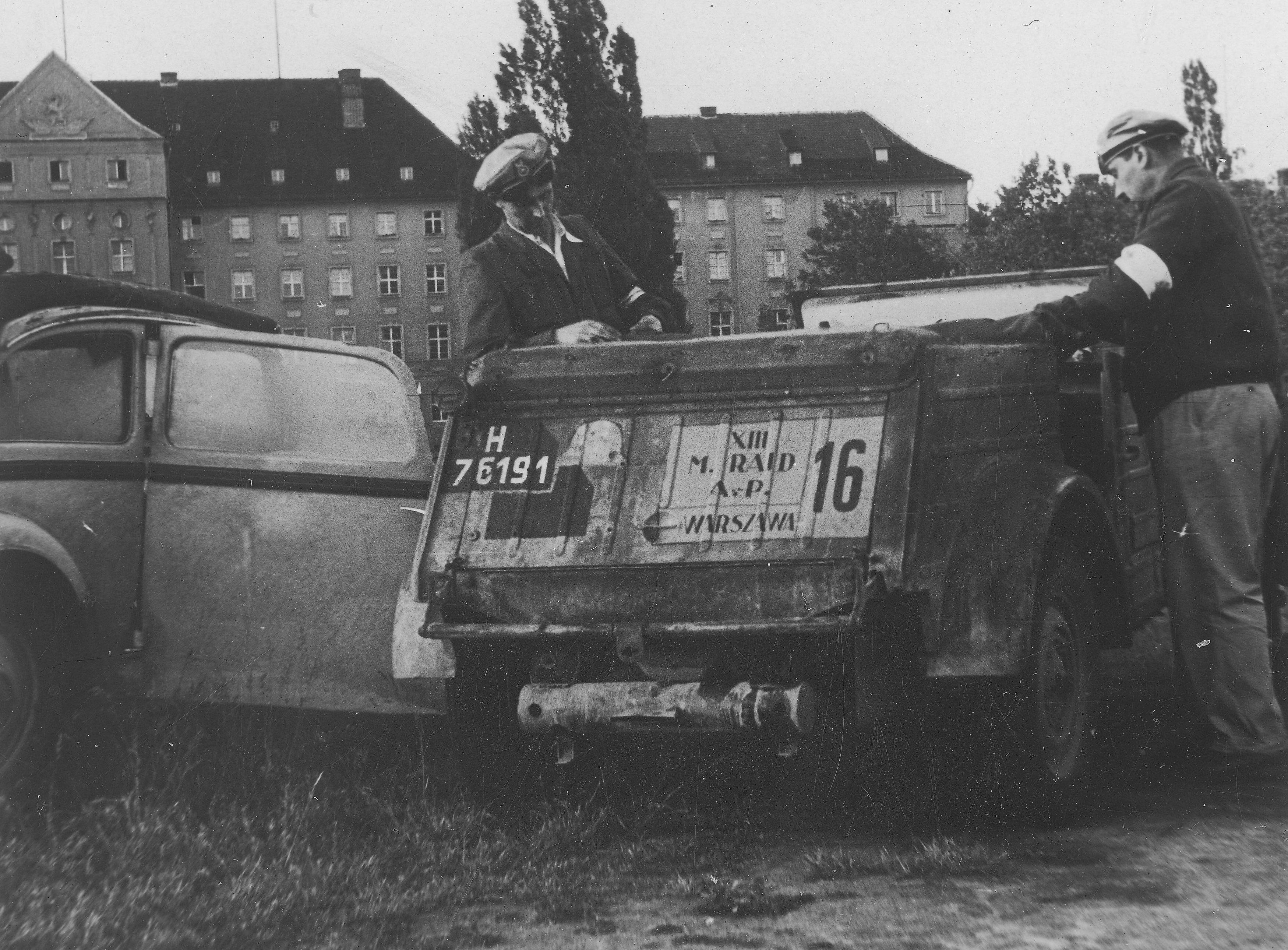
Rajd Polski 1947 – poniemiecki wojskowy Volkswagen KdF (Kübelwagen)

Rajd Polski 1947 (a właściwie XIII Międzynarodowy Raid Samochodowy Automobilklubu Polski) odbył się w terminie 15–22 czerwca 1947 roku. Był to pierwszy powojenny rajd po ośmioletniej przerwie spowodowanej II wojną światową wliczany do Rajdów Polski. Rok wcześniej odbył się co prawda I Powojenny Raid Automobilklubu Polski, ale impreza ta jest dziś zapomnianym wydarzeniem, nienawiązującym do tradycji Rajdów Polski. Komandorem trzynastego Rajdu Polski był Włodzimierz Zeydowski. Rajd składał się z sześciu etapów o długości blisko 2600 kilometrów. Wśród startujący 51 załóg była jedna zagraniczna z Czechosłowacji.
Trasa rajdu:
- Warszawa – Gdynia (468 km)
- Ustka – Szczecin (438 km)
- Poznań – Zielona Góra (430 km)
- Szklarska Poręba – Opole
- Kraków – Zakopane – Maków Podhalański – Katowice
- Wieluń – Łódź – Piotrków Trybunalski – Warszawa

Podczas rajdu rozegrano próby rozruchu zimnego silnika, zręczności, zrywu i hamowania, szybkości płaskiej ze startu zatrzymanego i z rozbiegu oraz jazdy tyłem.

## Wyniki końcowe rajdu[3]
klasa do 750 cm³
| Miejsce | Kierowca          | Samochód   |
| ------- | ----------------- | ---------- |
| 1       | Alfred Pecko      | DKW        |
| 2       | Wacław Krzyszczuk | Fiat Simca |

klasa do 1200 cm³
| Miejsce | Kierowca          | Samochód       |
| ------- | ----------------- | -------------- |
| 1       | Edward Loth       | Volkswagen KdF |
| 2       | Barbara Wojtowicz | Fiat 1100      |

klasa do 2150 cm³
| Miejsce | Kierowca       | Samochód                   |
| ------- | -------------- | -------------------------- |
| 1       | Marian Wierzba | Lancia Aprilia Super Sport |

klasa do 3000 cm³
| Miejsce | Kierowca           | Samochód  |
| ------- | ------------------ | --------- |
| 1       | Zygmunt Andrzewski | Willys MB |

klasa powyżej 3000 cm³
| Miejsce | Kierowca       | Samochód               |
| ------- | -------------- | ---------------------- |
| 1       | Witold Rychter | Chevrolet Master Sedan |